# David Charles James
David Charles James (* 6. März 1945) ist ein britischer anglikanischer Theologe. Er war von 2002 bis 2010 Bischof der Diözese Bradford in der Church of England.

## Leben und Karriere
David James besuchte die Nottingham High School. 1966 machte er seinen Abschluss als Bachelor of Science an der University of Exeter. Er war zunächst Hochschuldozent für Chemie an der University of Southampton. 1973 folgte der Abschluss als Bachelor of Arts am St. John’s College der University of Nottingham.
Nach seiner Weihe begann seine kirchliche Laufbahn von 1973 bis 1976 mit einem Vikariat in Highfield, Southampton. Von 1976 bis 1978 war er Vikar in Goring-by-Sea, Worthing. Danach war er von 1978 bis 1982 anglikanischer Kaplan an der University of East Anglia.
Von 1982 bis 1990 war er Vikar von Ecclesfield in der Diözese Sheffield. Gleichzeitig war er von 1987 bis 1990 Landdekan in Ecclesfield. Von 1990 bis 1998 kehrte er in seinen alten Pfarrbezirk in Southampton als Vikar zurück, bis er 1998 zum Suffraganbischof von Pontefract im Erzbistum York ernannt wurde.
2002 wurde er als Diözesanbischof nach Bradford berufen. Er war der neunte Bischof von Bradford in diesem Amt. Im Mai 2010 trat er in den Ruhestand. Sein Nachfolger wurde Nicholas Baines.
David James ist verheiratet mit Gillian James. Sie haben vier Töchter.

## Mitgliedschaft im House of Lords
James gehörte von 2009 bis 2010 als Geistlicher Lord dem House of Lords an. Zu seinen politischen Interessengebieten zählte James das Erziehungswesen, die Kinder- und Jugendpolitik und den interreligiösen Dialog. Als Länder von Interesse nannte er auf der Seite des Oberhauses Pakistan und Sudan.

## Öffentliche Äußerungen
2003 war James Vorwürfen innerhalb der Kirche, dass es innerhalb des Klerus Gewalt gegen Frauen gebe und dass Ehemänner ihre Ehefrauen schlagen würden, massiv entgegengetreten. Er könne sich nicht vorstellen, dass seine Amtsbrüder, die er überall auf der Welt kennengelernt habe, ihre Frauen schlagen würden. Er selbst würde das auch nicht tun. Vielmehr liebe er seine Ehefrau, die ihn tatkräftig in seiner Arbeit unterstütze.
Im gleichen Jahr unterschrieb er als einer von 17 Bischöfen der Church of England einen offenen Brief, in dem die Nominierung von Jeffrey John, einem offen homosexuellen Priester, der in einer festen Beziehung lebte, als Suffraganbischof von Reading (in der Diözese Oxford) abgelehnt wurde.
Im Juli 2006 gehörte er zu einer Gruppe von Bischöfen, die Tony Blair vor dem Besitz von Nuklearwaffen warnten. Diese wären bösartig und zutiefst gegen Gott.
James gehörte am 7. Oktober 2008 zu den Unterzeichnern einer Erklärung, die zum
Schutz von Kindern vor seelischer und körperlicher Gewalt aufrief.
Im Juni 2009 äußerte sich der Bischof von Newcastle, Paul Richardson dazu, dass der Rückgang der Kirchenbesuche zeigen würde, dass Großbritannien kein christliches Land mehr sei. James sagte dazu, die Kirche sei sich durchaus der Herausforderung, vor der sie stehe, bewusst, es gebe aber sehr wohl Zeichen von Hoffnung. Die Kirche sei immer eine Generation vor dem Aussterben. Viele Bischöfe und Glaubensgemeinschaften seien sich dessen bewusst und würden darauf reagieren. Viele junge Menschen bevorzugten heutzutage moderne Formen des Gottesdienstes; auch würde die Zahl der Erwachsenen-Taufen zunehmen.
Im Sommer 2008 gewährte James in seinem eigenen Haus einer Mutter und ihren beiden Kindern humanitäres Asyl. James befürchtete, dass die Frau, die als Immigrantin nach Großbritannien gekommen war, aus Verzweiflung Selbstmord begehen könne, um auf diese Weise ihren Kindern im Alter von 7 und 8 Jahren ein Aufenthaltsrecht in Großbritannien zu sichern. Die Beamten der Einwanderungsbehörde erklärten, dass sie lediglich aufgrund der Tatsache, dass James Bischof von Bradford sei, von seiner Verhaftung Abstand genommen hätten.